# Raymond Jamieson
Raymond Jamieson, född 7 april 1901, död 19 juni 1989, var en amerikansk skådespelare och översättare av teaterpjäser. 
Jamieson var son till bankiren John J. Jamieson och Minnie Hillemeyer. Han växte upp i Shullsburg, Wisconsin, och utexaminerades 1918 från Shullsburg High School, där han var aktiv i studentteatern. Jamieson flyttade till New York 1922 för att satsa på en skådespelarkarriär. År 1925 var spelade han rollen som notarien i Domen (film), en av de allra första dramatiska spelfilmerna med ljud istället för textskyltar. Året efter spelade han samma roll i Retribution (film), den engelska versionen av samma film. Tillsammans med Hans Alin översatte Jamieson tre av August Strindbergs pjäser från svenska till engelska: Pelikanen 1929,  Gustaf III 1933 och  Kristina 1937. Han översatte också några av Hans Alins pjäser. Efter skådespelarkarriären arbetade Jamieson på Shullsburg Electric Utilities i Wisconsin. Han gifte sig 1949 med Anna McElroy, och de hade sonen Jeff Jamieson.

## Översättningar
- The Pelican, 1929, översättning av August Strindbergs pjäs Pelikanen (med Hans Alin).[6]
- Robespierre, 1929, revolutionärt drama i fem akter, översättning av Hans Alins pjäs med samma namn (med Marta Winslow)[6][7]
- His mother, 1929, översättning av Hans Alins pjäs En moder[6]
- Gustav III, 1933, översättning av August Strindbergs pjäs  Gustaf III (med Hans Alin).[8]
- Queen Christina, 1937, översättning av August Strindbergs pjäs  Kristina (med Hans Alin).[9]